# Mercedes Ventura Campos
Mercedes Ventura Campos (Vila-real, 14 de març de 1978) és una psicòloga i política valenciana, diputada a les Corts Valencianes en la IX i X legislatura.

## Biografia
El 2005 es va llicenciar en psicologia a la Universitat Jaume I. És màster en psicologia del treball, de les Organitzacions i en recursos humans, en Prevenció de Riscos Laborals i en 2014 es doctorà en Psicologia del Treball i de les Organitzacions amb excel·lent cum laude per unanimitat (2014). En 2015 es va llicenciar en psicopedagogía per la Universitat Oberta de Catalunya.
Ha treballat com a consultora en recursos humans, però des de 2010 és professora de la Universitat Jaume I i Ajudant doctora des del 2015 a l'UJI. Durant 2013 a 2015 ha estat tècnica superior del Projecte Universitat Saludable.
Fou escollida diputada en ser cap de llista per Castelló de Ciutadans - Partit de la Ciutadania a les eleccions a les Corts Valencianes de 2015 i 2019.